# Pavetta longistyla
Espèce
Pavetta longistyla S.D. Manning est une espèce de plantes de la famille des Rubiaceae et du genre Pavetta, selon la classification phylogénétique. 

## Distribution
Endémique du Cameroun, elle a été récoltée en mars 1967 entre Dschang et Santchou, dans la région de l'Ouest.